# 高速魚雷艇戦闘章
高速魚雷艇戦闘章(こうそくぎょらいていせんとうしょう、ドイツ語: Schnellboot-Kriegsabzeichen)は、ナチス・ドイツの勲章。

## 概要
ドイツ国防軍海軍軍人で、高速艇や魚雷艇（Sボート）に乗船している者が授与対象であった。受章者は左胸ポケットに佩用し、一級鉄十字章かそれと同等級の勲章がすでに佩用されている場合はそれらの下に佩用した。
高速魚雷艇戦闘章は、1941年5月30日から製造されたものと、1943年1月から製造されたものと2種類存在した。1943年以降に製造されたもののほうが国家鷲章や勲章内部の魚雷艇がやや大きくなった。どちらもヴィルヘルム・エルンスト・ピークハウスのデザインである。
また、高速魚雷艇戦闘章には一つ上の等級であるダイヤモンド付高速魚雷艇戦闘章が存在した。
戦後の西ドイツにおいて、同章の上部からナチ時代の鷲・鍵十字を除去した意匠の1957年版が制定された。

## 受章条件
- 12回以上出撃した場合
- 作戦を完遂した場合
- 作戦行動中に負傷した場合
- 作戦行動中に戦死した場合
- 乗船が沈没した場合
- 優秀な軍功を上げた場合[1]

## ダイヤモンド付高速魚雷艇戦闘章受章者
- ヴェルナー・テーニゲス (1942年12月16日)
- ジークフリート・ヴュッペルマン（英語版） (1943年4月14日)
- フリードリヒ・ケンナーデ (1943年5月27日)
- ゲオルク・クリスティアンセン（英語版） (1943年11月13日)
- ベルント・クルーク（ドイツ語版） (1944年1月1日)
- クラウス・フェルト（ドイツ語版） (1944年1月1日)
- ルドルフ・ペーターゼン（ドイツ語版） (1944年6月13日)
- ゲッツ・フォン・ミルバッハ（英語版） (1944年6月14日)